# Morazzone
Morazzone là một đô thị ở tỉnh Varese trong vùng Lombardia, có cự ly khoảng 40 km về phía tây bắc của Milan và khoảng 6 km về phía nam của Varese.
Morazzone giáp các đô thị: Brunello, Caronno Varesino, Castiglione Olona, Castronno, Gazzada Schianno, Gornate-Olona, Lozza.